# Daisuke Matsuzaka
;*Major League Baseball
- Nippon Professional Baseball

Daisuke Matsuzaka (Tokyo, 13 settembre 1980) è un giocatore di baseball giapponese, lanciatore per i Saitama Seibu Lions della Nippon Professional Baseball.

## Carriera in Giappone

### Nippon Professional Baseball
Matsuzaka fu selezionato come prima scelta nel draft 1998 dai Seibu Lions.
Debuttò nel 1999 al Tokyo Dome contro i Nippon-Ham Fighters, ottenendo subito la sua prima vittoria. Fu convocato nello stesso anno per l'All-Star Game, concluse la stagione come leader in vittorie e fu nominato Esordiente dell'anno della Pacific League. Nel 2004 vinse con la sua squadra le Japan Series.

## Carriera in America

### Minor League Baseball
Matsuzaka venne acquistato dai Seibu Lions il 14 dicembre 2006 dai Boston Red Sox firmando un contratto di 6 anni per un totale di 52 milioni di dollari, inclusi 2 milioni di bonus alla firma. Nel 2008 iniziò coi Pawtucket Red Sox AAA, chiudendo con una vittoria e nessuna sconfitta, 3.60 di media PGL (ERA) e .222 alla battuta contro di lui in una partita da partente (5.0 inning). Nel 2009 giocò con tre squadre finendo con nessuna vittoria e due sconfitte, 3.86 di ERA e .228 alla battuta contro di lui in 6 partite tutte da partente (21.0 inning).
Nel 2010 sempre con i Pawtucket Red Sox chiuse con 2 vittorie e nessuna sconfitta, 1.62 di ERA e .186 alla battuta contro di lui in 3 partite tutte da partente (16.2 inning). Nel 2012 giocò con tre squadre diverse finendo con una vittoria e 4 sconfitte, 3.32 di ERA e .228 alla battuta contro di lui in 13 partite tutte da partente (59.2 inning).
Il 26 marzo 2013 firmò come free agent con i Cleveland Indians un contratto annuale da minor league del valore di 1,5 milioni di dollari, giocando con i Columbus Clippers AAA finendo con 5 vittorie e 8 sconfitte, 3.92 di ERA e .245 alla battuta contro di lui in 19 partite tutte da partente (103.1 inning).

### Major League Baseball

#### Boston Red Sox
Debuttò nella MLB il 5 aprile 2007 al Kauffman Stadium di Kansas City, contro i Kansas City Royals. Chiuse la stagione con 15 vittorie e 12 sconfitte, 4.40 di ERA, 201 strikeout (6° in tutta la American League), .246 alla battuta contro di lui (8° in tutta la AL), in 32 partite tutte da partente con un incontro giocato interamente (204.2 inning). Nel 2008 chiuse con 18 vittorie (4° in tutta la AL) e 3 sconfitte, 2.90 di ERA (3° in tutta la AL) e .211 nella media in battuta contro di lui (1° in tutta la AL) in 29 partite tutte da partente (167.2 inning).
Nel 2009 chiuse con 4 vittorie e 6 sconfitte, 5.76 di ERA e .325 alla battuta contro di lui in 12 partite tutte da partente (59.1 inning). Nel 2010 terminò con 9 vittorie e 6 sconfitte, 4.69 di ERA e .240 alla battuta contro di lui in 25 partite tutte da partente (153.2 inning).
Nel 2011 chiuse con 3 vittorie e altrettante sconfitte, 5.30 di ERA s .224 alla battuta contro di lui in 8 partite di cui 7 da partente (37.1 inning). Nel 2012 finì con una vittoria e 7 sconfitte, 8.28 di ERA e .307 alla battuta contro di lui in 11 partite tutte da partente (45.2 inning).

#### New York Mets
Il 20 agosto 2013 venne svincolato dai Cleveland Indians; due giorni dopo firmò come free agent con i New York Mets. Finì con 3 vittorie e altrettante sconfitte, 4.42 di ERA e .227 alla battuta contro di lui in 7 partite tutte da partente (38.2 inning). Il 31 ottobre divenne nuovamente free agent. Il 24 gennaio 2014 firmò un contratto di un anno per 1,5 milioni di dollari. Il 16 aprile venne promosso in prima squadra. Il 24 contro i St. Louis Cardinals fece la sua prima salvezza in carriera, giocando 1.00 inning con 1.69 di ERA e uno strikeout.

## Ritorno in Giappone
Matsuzaka firmò un contratto con i SoftBank Hawks il 5 dicembre 2014, tornando così in NPB dopo 8 anni passati negli Stati Uniti. Tuttavia a causa di un infortunio, fu costretto a saltare l'intera stagione 2015. Nel 2016 tornò in campo, lanciando per un solo inning in tutto il campionato. Il 5 novembre 2017 venne svincolato dagli Hawks.
Il 23 gennaio 2018, Matsuzaka firmò con i Chunichi Dragons. Il 5 aprile Matsuzaka scese in campo come lanciatore partente contro gli Yomiuri Giants, lanciando per 5 inning. Lasciò la squadra il 4 ottobre 2019.
Il 3 dicembre 2019, Matsuzaka firmò con i Saitama Seibu Lions.

## Statistiche
| Stagione     | Squadra           | G   | GS  | CG | SHO | W   | L  | SV | HLD | PCT  | BF   | IP     | H    | HR  | BB  | IBB | HB | SO   | WP | BK | R   | ER  | ERA  | WHIP |
| ------------ | ----------------- | --- | --- | -- | --- | --- | -- | -- | --- | ---- | ---- | ------ | ---- | --- | --- | --- | -- | ---- | -- | -- | --- | --- | ---- | ---- |
| 1999         | Seibu Lions (NPB) | 25  | 24  | 6  | 2   | 16  | 5  | 0  | --  | .762 | 743  | 180.0  | 124  | 14  | 87  | 1   | 8  | 151  | 5  | 2  | 55  | 52  | 2.60 | 1.17 |
| 2000         | Seibu Lions (NPB) | 27  | 24  | 6  | 2   | 14  | 7  | 1  | --  | .667 | 727  | 167.2  | 132  | 12  | 95  | 1   | 4  | 144  | 2  | 0  | 85  | 74  | 3.97 | 1.35 |
| 2001         | Seibu Lions (NPB) | 33  | 32  | 12 | 2   | 15  | 15 | 0  | --  | .500 | 1004 | 240.1  | 184  | 27  | 117 | 1   | 8  | 214  | 9  | 1  | 104 | 96  | 3.60 | 1.25 |
| 2002         | Seibu Lions (NPB) | 14  | 11  | 2  | 0   | 6   | 2  | 0  | --  | .750 | 302  | 73.1   | 60   | 13  | 15  | 1   | 7  | 78   | 2  | 1  | 30  | 30  | 3.68 | 1.02 |
| 2003         | Seibu Lions (NPB) | 29  | 27  | 8  | 2   | 16  | 7  | 0  | --  | .696 | 801  | 194.0  | 165  | 13  | 63  | 2   | 9  | 215  | 4  | 0  | 71  | 61  | 2.83 | 1.17 |
| 2004         | Seibu Lions (NPB) | 23  | 19  | 10 | 5   | 10  | 6  | 0  | --  | .625 | 601  | 146.0  | 127  | 7   | 42  | 0   | 6  | 127  | 5  | 0  | 50  | 47  | 2.90 | 1.16 |
| 2005         | Seibu Lions (NPB) | 28  | 28  | 15 | 3   | 14  | 13 | 0  | 0   | .519 | 868  | 215.0  | 172  | 13  | 49  | 0   | 10 | 226  | 9  | 0  | 63  | 55  | 2.30 | 1.03 |
| 2006         | Seibu Lions (NPB) | 25  | 25  | 13 | 2   | 17  | 5  | 0  | 0   | .773 | 722  | 186.1  | 138  | 13  | 34  | 0   | 3  | 200  | 5  | 0  | 50  | 44  | 2.13 | 0.92 |
| 2007         | BOS (MLB)         | 32  | 32  | 1  | 0   | 15  | 12 | 0  | 0   | .555 | 874  | 204.2  | 191  | 25  | 80  | 1   | 13 | 201  | 5  | 0  | 100 | 100 | 4.40 | 1.32 |
| 2008         | BOS (MLB)         | 29  | 29  | 0  | 0   | 18  | 3  | 0  | 0   | .857 | 716  | 167.2  | 128  | 12  | 94  | 1   | 7  | 154  | 5  | 0  | 58  | 54  | 2.90 | 1.32 |
| 2009         | BOS (MLB)         | 12  | 12  | 0  | 0   | 4   | 6  | 0  | 0   | .400 | 283  | 59.1   | 81   | 10  | 30  | 1   | 2  | 54   | 8  | 0  | 38  | 38  | 5.76 | 1.87 |
| 2010         | BOS (MLB)         | 25  | 25  | 0  | 0   | 9   | 6  | 0  | 0   | .600 | 664  | 153.2  | 137  | 13  | 74  | 1   | 8  | 133  | 4  | 0  | 84  | 80  | 4.69 | 1.37 |
| 2011         | BOS (MLB)         | 8   | 7   | 0  | 0   | 3   | 3  | 0  | 0   | .500 | 167  | 37.1   | 32   | 4   | 23  | 0   | 1  | 26   | 0  | 0  | 24  | 22  | 5.30 | 1.47 |
| 2012         | BOS (MLB)         | 11  | 11  | 0  | 0   | 1   | 7  | 0  | 0   | .125 | 215  | 45.2   | 58   | 11  | 20  | 0   | 3  | 41   | 3  | 0  | 43  | 42  | 8.28 | 1.71 |
| 2013         | NYM (MLB)         | 7   | 7   | 0  | 0   | 3   | 3  | 0  | 0   | .500 | 166  | 38.2   | 32   | 4   | 16  | 0   | 5  | 33   | 0  | 0  | 21  | 19  | 4.42 | 1.24 |
| 2014         | NYM (MLB)         | 34  | 9   | 0  | 0   | 3   | 3  | 1  | 3   | .500 | 359  | 83.1   | 62   | 6   | 50  | 5   | 6  | 78   | 6  | 0  | 38  | 36  | 3.89 | 1.34 |
| NPB： 8 anni | NPB： 8 anni      | 204 | 190 | 72 | 18  | 108 | 60 | 1  | 0   | .642 | 5768 | 1402.2 | 1102 | 112 | 502 | 6   | 55 | 1355 | 41 | 4  | 508 | 459 | 2.95 | 1.14 |
| MLB： 8 anni | MLB： 8 anni      | 158 | 132 | 1  | 1   | 56  | 43 | 1  | 3   | .566 | 3444 | 790.1  | 721  | 85  | 387 | 9   | 45 | 720  | 31 | 0  | 406 | 391 | 4.45 | 1.40 |

Grassetto: Migliore Stagione della Pacific League o American League

## Premi

### Club
- World Series: 1

Boston Red Sox: 2007

### Individuale
- Giocatore della settimana della American League: (20 maggio 2007)

### Club
- Japan Series: 2

Seibu Lions: 2004
Fukuoka SoftBank Hawks: 2017

### Individuale
- Esordiente dell'anno della Pacific League - 1999
- NPB All-Star: 6

1999–2001, 2004-2006
- Guanti d'oro NPB: 7

1999-2001, 2003-2006
- Capoclassifica della NPB in vittorie: 3

1999-2001
- Capoclassifica della NPB in strikeout: 4

2000, 2001, 2003, 2005
- Leader della Pacific League in media PGL: 2

2003, 2004
- Eiji Sawamura Award: 1

2001

### Nazionale
- World Baseball Classic: Medaglia d'Oro

Team: Giappone: 2006
- World Baseball Classic: Medaglia d'Oro

Team: Giappone: 2009
- Giochi olimpici: Medaglia di Bronzo

Team: Giappone: Atene 2004
- Campionato asiatico di baseball: Medaglia d'Argento

Team: Giappone: 1999
- Campionato asiatico di baseball: Medaglia d'Oro

Team: Giappone: 2003
- Miglior giocatore del World Baseball Classic: 2

2006, 2009

## Numeri di maglia indossati
- n° 18 con i Seibu Lions (1999-2006)
- n° 18 con i Boston Red Sox (2007-2012)
- n° 16 con i New York Mets (2013-2014)
- n° 99 con i Chunichi Dragons (2018-).